# Дхармасутры
Дхармасутры, или дхарма-сутры (санскр. Dharmasūtra), — древнейшие индийские сборники законов, относящиеся ещё к ведийской литературе .
Написаны стихами (чаще используется размер эпического двустишия — шлока) вперемежку с прозой и представляют собой большей частью короткие «правила», выраженные в форме афоризмов и предназначенные для заучивания наизусть. Относятся к VI—V векам до н. э. Большая часть дхармасутр происходят из южной Индии.
Впоследствии, с наступлением нашей эры, из них выработались «своды законов» религиозно-нравственных и правовых предписаний, так называемые «дхармашастры», из которых выделяется сборник, именуемый «Ману-смрити» («Законы Ману»).
Научное изучение дхармасутр в Европе началось лишь во второй половине XIX века (Бюлер, Штенцлер, Йолли), но к началу XX века они почти все были изданы и переведены.

## Издания на санскрите и переводы на европейские языки
- 1868 — «Apastamba Dharmasutra[англ.]», изд. Бюлера (Бомбей, 1868 и 1871) — написан на языке доклассического периода Индии (XVI—VI века до н. э.).
- 1876 — «The Institutes of Gautama», изд. А. Штенцлером (Лондон, 1876).
- 1879 — Бюлер, «The Sacred Laws of the Aryas» (Оксфорд, 1879—1882; серия «Священные книги Востока» т. II и XIV).
- 1880 — Ю. Йолли, «The Institutes of Vishnu» (Оксфорд, 1880; серия «Священные книги Востока» т. VII).
- 1881 — «The Vishnu-smriti», изд. Йолли (Калькутта, 1881).
- 1883 — «Vâsishthadharmarçâstram» (Васиштха-дхармашастра), изд. А. Фюрером[англ.] (Aloïs Anton Führer (1853—1930)[3]; Бомбей, 1883).
- 1884 — «Bâudhâyanadharmaçâstra» (Баудхаяна-дхармашастра / Baudhâyana Dharmasütra), изд. E. Hultsch[англ.] (Лейпиц, 1884, серия «Abhandlungen für die Kunde des Morgenlandes», т. VIII).